# Brachydiplax chalybea
Brachydiplax chalybea – gatunek ważki z rodziny ważkowatych (Libellulidae). Występuje w Azji i jest szeroko rozprzestrzeniony – od północno-wschodnich Indii po Japonię i na południe po indonezyjskie wyspy Jawa i Celebes.